# Мертечешть
Мертечешть, Мертечешті (рум. Mărtăcești) — село у повіті Бреїла в Румунії. Входить до складу комуни Сіліштя.
Село розташоване на відстані 165 км на північний схід від Бухареста, 9 км на захід від Бреїли, 138 км на північний захід від Констанци, 22 км на південний захід від Галаца.

## Населення
За даними перепису населення 2002 року у селі проживали 192 особи, усі — румуни. Усі жителі села рідною мовою назвали румунську.